# Luis Aguilar
Luis Aguilar Manzo (Hermosillo, Sonora, 29 de enero de 1918-Ciudad de México, 24 de octubre de 1997), conocido como el Gallo Giro, fue un actor y cantante mexicano. Dentro de la música, se especializó en los géneros de ranchera y mariachi. 
Con reconocimiento internacional en países como Cuba, Puerto Rico y Sudamérica, es reconocido como un ídolo de México.

## Biografía y carrera

### Primeros años
Luis Aguilar Manzo nació 29 de enero de 1918 en Hermosillo, Sonora, siendo hijo de Luis Aguilar y Concepción Manzo. Vivió sus primeros años en ese lugar, antes de que su familia perdiera las tierras en las que radicaban debido a una expropiación gubernamental, por lo que se trasladaron a Ciudad de México. Allí, ingresó al Colegio Militar, pero debido a su personalidad aventurera, abandonó la milicia para tener libertinaje y hacer lo que él quisiera. Fue así que eligió irse a  vivir a Mazatlán, Sinaloa, donde se desempeñó como pescador y fundó un negocio especializado en la caza de tiburones, así como en la venta de las vísceras de dichos animales para comercio con Estados Unidos. Durante ese tiempo, desarrolló una adicción por el alcohol, bebida que comenzó a tomar para mantenerse activo en el trabajo.
Alternó su tiempo laborando en Sinaloa y yendo a Ciudad de México para visitar a su familia. En una de sus visitas a la ciudad, conoció al productor de cine Robert Quigley, quien al escucharlo cantar en una fiesta le propuso trabajar como actor para una de sus películas. Aguilar aceptó su oferta y realizó su primera cinta con él, en 1941, participando con un papel no acreditado en Soy puro mexicano, estrenada en 1942,

### Época de Oro del cine mexicano
Prosiguiendo con su trayectoria durante la Época de Oro del cine mexicano, en 1943, exploró la muisca y persiguió una carrera como cantante con ayuda de su voz de tipo barítono. Su rango vocal atrajo la atención del productor Raúl de Anda, quien el mismo año lo ayudó a conseguir el protagónico de la cinta Sota, Caballo y Rey, lanzada en 1944. Luego de su participación en dicho proyecto y de la buena recepción obtenida por parte del público y de los críticos de cine de la época, rápidamente se posicionó como uno de los artistas más rentables del cine de oro, obteniendo estelares en algunos de sus primeros filmes, como Caminos de sangre (1945), La reina del trópico (1946), Guadalajara pues (1946), y Aquí está Juan Colorado (1946). Para 1948, sus papeles dentro de películas comenzaron a obtener mayor reconocimiento e importancia en cintas como; El muchacho alegre y El Gallo Giro, la cual le dio el apodo con el que se dio a conocer a lo largo de su carrera.

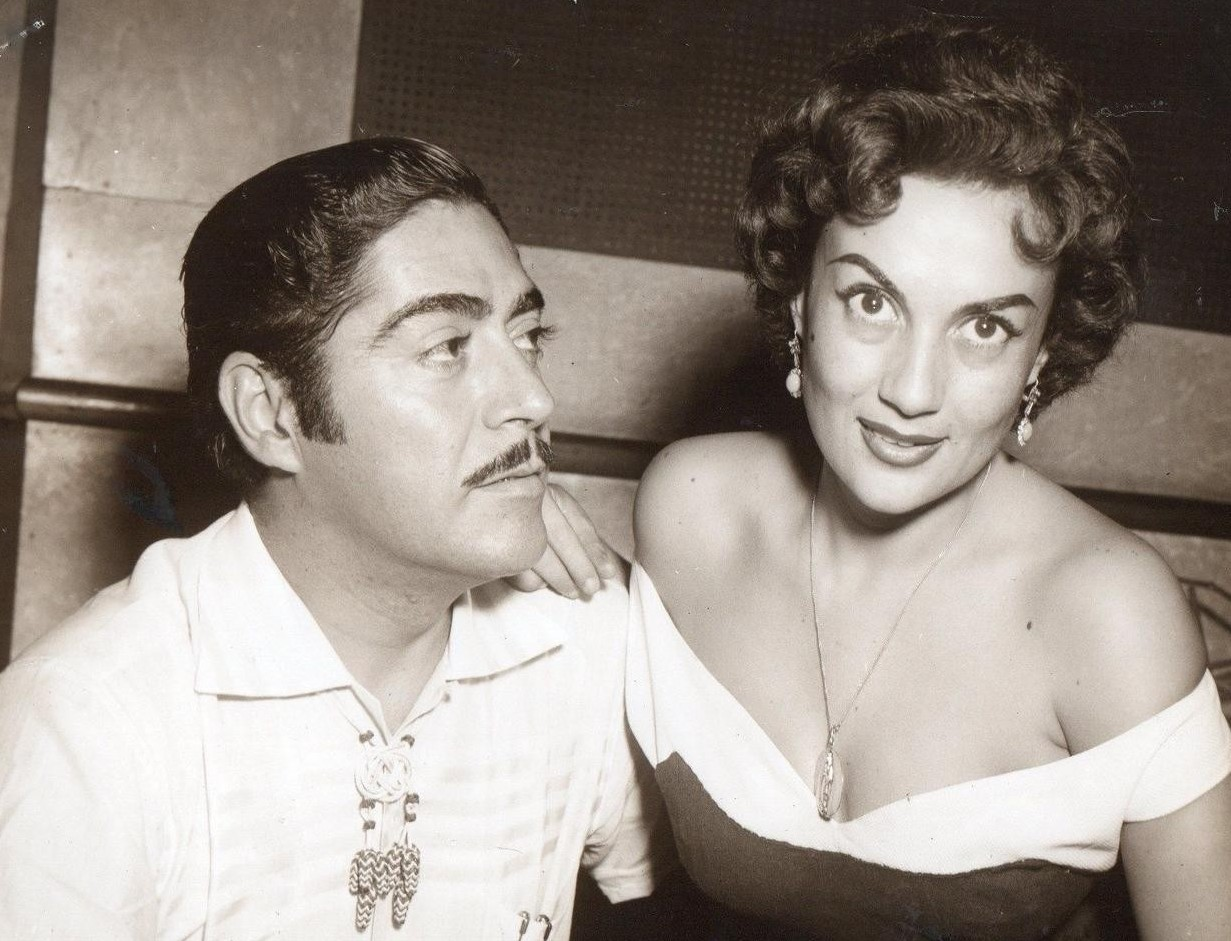
Aguilar junto a María Elena Marqués en 1955.

En 1951, apareció en la cinta A.T.M. A toda máquina!, seguida de una continuación filmada al mismo tiempo titulada, ¿Qué te ha dado esa mujer?. Alternando con Jorge Negrete y Pedro Infante, junto a estos dos, se convirtió en uno de los histriones y cantantes más populares de su tiempo, especialmente por ser de los favoritos entre el público gustoso de las comedias rancheras.

### Trabajos posteriores
Concluida la Época de Oro en 1956, siguió trabajando en cine y televisión, destacando por producciones como El jinete sin cabeza (1957), Tan bueno el giro como el colorado (1959), De tal palo tal astilla (1960), Juan sin miedo (1961), El revólver sangriento (1964), y Escuela para solteras (1965).
En 1992, Aguilar participó en la película Los años de Greta, por la cual recibió su primer y único Premio Ariel en 1993, en la categoría a mejor coactuación masculina.

## Vida personal
El 18 de abril de 1947, contrajo matrimonio con Ana María Almada, unión de la que procreó dos hijas, Anna Luisa Aguilar y Martha Fernanda Aguilar. En agosto de 1954 y a decisión de ambos, se divorciaron.
A finales de 1956, Aguilar conoció a la actriz Rosario Gálvez, quien se encontraba viuda y tenía un hijo llamado Roberto. Tras un tiempo conociéndose, contrajeron nupcias al año siguiente el 19 de abril de 1957, convirtiéndola en su segunda esposa, con quien permaneció hasta el final de su vida. Su hijastro, egresado de una escuela militar y que apreciaba y quería como si fuera propio, falleció cerca de 1966 a causa de un disparo accidental en la cabeza mientras se encontraba jugando con una pistola de izquierdas. El suceso ocurrió cuando Aguilar y Gálvez, quien tenía siete meses de embarazo, no se encontraban en su casa, ya que ambos habían decidido pasar unos días en Acapulco. Poco tiempo después nació Luis Aguilar Doblado, el único retoño que procrearon juntos.

## Muerte
El 24 de octubre de 1997, Aguilar falleció a los 79 años de edad en Ciudad de México, a causa de un infarto masivo al miocardio y policitemia. En meses previos a su deceso, ya presentaba problemas en el corazón. Su cuerpo fue cremado en el Panteón Español, ubicado en la misma Ciudad, y sus cenizas fueron depositadas en un nicho. Sin embargo, su esposa, la actriz Rosario Gálvez, decidió exhumarlas y conservarlas con ella en su casa. Gálvez falleció dieciocho años después, el 17 de septiembre de 2015 a los 89 años de edad, y también fue cremada, por lo que se cree que el paradero de los restos de ambos artistas ahora se encuentran al resguardo de su hijo.

## Discografía

### Álbumes de estudio
| Año         | Título            | Discográfica   |
| Desconocido | Morenita mia      | RCA Camden     |
| Desconocido | El gallo giro     | RCA Victor     |
| Desconocido | De pies a cabeza  | Falcon Records |
| Desconocido | Juana fallo       | Orfeón         |
| Desconocido | El mariachi canta | RCA Victor     |
| Desconocido | Carabina 30-30    | Velvet Records |
| Desconocido | El gallo giro     | Orfeón         |
| 1978        | Luis Aguilar      | Cimbra         |
| 1989        | 15 éxitos 15      | Orfeón         |

### Álbumes recopilatorios
| Año  | Título                               | Discográfica             |
| 2001 | RCA 100 Años de Música: Luis Aguilar | BMG Entertainment Mexico |
| 2005 | Mexicanísimo: Luis Aguilar           | Sony BMG                 |
| 2009 | Tesoros de colección                 | Sony Music Latin         |

### Relanzamientos
| Año  | Título           | Discográfica |
| 1970 | Carabina 30-30   | Orfeón       |
| 1975 | De pies a cabeza | Orfeón       |

## Filmografía

### Comerciales
| Año  | Título              | Marca      | Papel    | Notas           |
| ---- | ------------------- | ---------- | -------- | --------------- |
| 1994 | Frijoles La Costeña | La Costeña | Él mismo | Dos comerciales |

### Cine
| Año  | Título                                           | Papel                               | Notas                                        |
| ---- | ------------------------------------------------ | ----------------------------------- | -------------------------------------------- |
| 1942 | Soy puro mexicano                                | Rafael                              | No acreditado                                |
| 1944 | Sota, caballo y rey                              | Luis Aguilar                        |                                              |
| 1945 | Caminos de sangre                                | Júlio González                      |                                              |
| 1946 | La reina del trópico                             | Andrés Rosas                        |                                              |
| 1946 | Guadalajara pues                                 | Pedro                               |                                              |
| 1946 | Aquí está Juan Colorado                          | Capitán Carlos Álvarez              |                                              |
| 1947 | Yo maté a Rosita Alvírez                         | Hipólito                            |                                              |
| 1947 | Los cristeros                                    | Felipe                              |                                              |
| 1948 | El muchacho alegre                               | Luis Coronado                       |                                              |
| 1948 | Charro a la fuerza                               | Ricardo Carbajal                    |                                              |
| 1948 | El último chinaco                                | Pedro Valdés, el chinaco            |                                              |
| 1948 | Una aventura en la noche                         | Arturo Centella                     |                                              |
| 1948 | El gallo giro                                    | Juan Gutiérrez                      |                                              |
| 1948 | Se la llevó el Rémington                         | El Remington                        |                                              |
| 1948 | La norteña de mis amores                         | Carlos Matiás (Carlillos)           |                                              |
| 1949 | Comisario en turno                               | Cantante                            |                                              |
| 1949 | Tres hombres malos                               | Luis                                |                                              |
| 1949 | Arriba el norte                                  | Abelardo Segurrola                  |                                              |
| 1949 | Rondalla                                         | Antonio                             |                                              |
| 1949 | El charro del Cristo                             | Jesús Montes                        |                                              |
| 1949 | Una canción a la virgen                          | Armando Durán                       |                                              |
| 1950 | Tú, solo tú                                      | Pablo                               |                                              |
| 1950 | Dos gallos de pelea                              | Pancho Peralta                      |                                              |
| 1950 | Yo también soy de Jalisco                        | Personaje desconocido               |                                              |
| 1950 | Primero soy mexicano                             | Doctor Rafael Fuentes               |                                              |
| 1951 | Capitán de rurales                               | Capitán Felipe Garmendia            |                                              |
| 1951 | El señor gobernador                              | Fortunato Pastrana                  |                                              |
| 1951 | A.T.M. A toda máquina!                           | Luis Macías                         |                                              |
| 1951 | El tigre enmascarado                             | Luis Landa / El Tigre Enmascarado   |                                              |
| 1951 | Cuando tú me quieras                             | Luis                                |                                              |
| 1951 | ¿Qué te ha dado esa mujer?                       | Luis Macías Valadez                 |                                              |
| 1952 | Cuatro noches contigo                            | Luis Galán                          |                                              |
| 1952 | Porque peca la mujer                             | Marcelo                             |                                              |
| 1952 | La hija del Ministro                             | Enrique Murillo                     |                                              |
| 1952 | Yo fui una callejera                             | Cantante                            |                                              |
| 1952 | Las interesadas                                  | Cantante                            |                                              |
| 1952 | Víctimas del divorcio                            | Luis Madrigal                       |                                              |
| 1952 | Póker de ases                                    | Luis                                |                                              |
| 1953 | Tal para cual                                    | Chabelo Cruz                        |                                              |
| 1953 | Del rancho a la televisión                       | José Antonio Rivera                 |                                              |
| 1953 | Los solterones                                   | Gonzalo Gandía                      |                                              |
| 1953 | El lunar de la familia                           | Luis Jiménez                        |                                              |
| 1953 | Genio y figura                                   | Luis Jiménez                        |                                              |
| 1953 | Nadie muere dos veces                            | Alberto                             |                                              |
| 1953 | ¡Ay, pena, penita, pena!                         | Luis Melgar                         |                                              |
| 1953 | Sueños de gloria                                 | Luis de la Mora                     |                                              |
| 1954 | Chucho el Roto                                   | Jesús Arriaga (Chucho el Roto)      |                                              |
| 1954 | Con el diablo en el cuerpo                       | Lucio Marqués                       |                                              |
| 1954 | Nuevo amanecer                                   | José Antonio Rivera                 |                                              |
| 1955 | Al diablo las mujeres                            | Guillermo Torres                    |                                              |
| 1955 | Yo fui novio de Rosita Alvírez                   | Hipólito                            |                                              |
| 1955 | El 7 leguas                                      | Rodolfo, el Cancionero              |                                              |
| 1956 | Los bandidos de Río Frío                         | Juan Robreño (Pies de gato)         | Acreditado como Luis Aguilar «El gallo giro» |
| 1956 | Los Tres Amores de Lola                          | Lucio                               |                                              |
| 1956 | No me olvides nunca                              | Personaje desconocido               |                                              |
| 1956 | Serenata en México                               | Personaje desconocido               |                                              |
| 1956 | Amor constante                                   | Guillermo Aceves                    |                                              |
| 1957 | ¡Aquí están los Aguilares!                       | Luis                                |                                              |
| 1957 | Pancho López                                     | Luis                                |                                              |
| 1957 | Teatro del crimen                                | Luis Aguilar, cantante              |                                              |
| 1957 | Los chiflados del rock and roll                  | Luis                                |                                              |
| 1957 | Pies de Gato                                     | Juan Robreño                        |                                              |
| 1957 | Grítenme piedras del campo                       | Luis                                |                                              |
| 1957 | Alma de acero                                    | Luciano Gallardo / Luis Gallardo    |                                              |
| 1957 | Hay ángeles con espuelas                         | Luis                                |                                              |
| 1957 | Los tres bohemios                                | Luis                                |                                              |
| 1957 | Locos peligrosos                                 | Pedro                               |                                              |
| 1957 | El jinete sin cabeza                             | El jinete                           |                                              |
| 1957 | La marca de Satanás                              | El Charro                           |                                              |
| 1957 | La cabeza de Pancho Villa                        | Reynaldo - El Jinete Sin Cabeza     |                                              |
| 1957 | ¡Cielito lindo!                                  | Personaje desconocido               |                                              |
| 1958 | Locura musical                                   | Cantante                            |                                              |
| 1958 | Música y dinero                                  | Cantante                            |                                              |
| 1958 | El látigo negro                                  | El Látigo Negro                     |                                              |
| 1958 | El boxeador                                      | Cantante                            |                                              |
| 1958 | Maratón de baile                                 | Cantante                            |                                              |
| 1958 | El misterio del látigo negro                     | El Látigo Negro                     |                                              |
| 1958 | El Zorro escarlata en la venganza del ahorcado   | Luis, alias El Zorro Escarlata      |                                              |
| 1958 | Carabina 30-30                                   | Luciano                             |                                              |
| 1959 | Ando volando bajo                                | Luis Leal                           |                                              |
| 1959 | Tan bueno el giro como el colorado               | Luis Aguilar «El Gallo Giro»        |                                              |
| 1959 | Me gustan valentones!                            | José González                       |                                              |
| 1959 | El regreso del monstruo                          | Luis, alias El Zorro Escarlata      |                                              |
| 1959 | La estampida                                     | Luis                                |                                              |
| 1959 | Bendito entre las mujeres                        | Conrado Garza y Cuervo              |                                              |
| 1959 | El ánima del ahorcado contra el látigo negro     | Personaje desconocido               |                                              |
| 1959 | El Zorro Escarlata                               | Zorro Escarlata                     |                                              |
| 1959 | El zorro escarlata en diligencia fantasma        | Alfonso Rodríguez (zorro escarlata) |                                              |
| 1960 | Yo no me caso compadre                           | Mauro                               |                                              |
| 1960 | Dicen que soy hombre malo                        | Octavio                             |                                              |
| 1960 | Ladrón que roba a ladrón                         | El pardo                            |                                              |
| 1960 | La máscara de hierro                             | El zapatero / El Ranchero Solitario |                                              |
| 1960 | De tal palo tal astilla                          | Miguel Marmolejo                    |                                              |
| 1960 | La calavera negra                                | El Ranchero Solitario               |                                              |
| 1960 | El correo del norte                              | Personaje desconocido               |                                              |
| 1961 | La diligencia de la muerte                       | Lauro                               |                                              |
| 1961 | La máscara de la muerte                          | El Zorro escarlata                  |                                              |
| 1961 | Remolino                                         | Juan Antonio                        |                                              |
| 1961 | Mi noche de bodas                                | Pedro                               |                                              |
| 1961 | Juana Gallo                                      | Coronel Arturo Ceballos Rico        |                                              |
| 1961 | Tres tristes tigres                              | Mauro                               |                                              |
| 1961 | El enmascarado justiciero                        | Personaje desconocido               |                                              |
| 1961 | Juan sin miedo                                   | Juan Macías «Juan Sin Miedo»        |                                              |
| 1962 | Los cinco halcones                               | Lupe                                |                                              |
| 1962 | La venganza de la sombra                         | Luis Rodríguez                      |                                              |
| 1962 | Cazadores de asesinos                            | Martín                              |                                              |
| 1962 | La trampa mortal                                 | Luis Rosales                        |                                              |
| 1962 | Contra viento y marea                            | Chui                                |                                              |
| 1962 | El Zorro vengador                                | Personaje desconocido               |                                              |
| 1962 | Atrás de las nubes                               | Luis                                |                                              |
| 1962 | Vuelven los cinco halcones                       | Lupe Gómez                          |                                              |
| 1963 | El hombre de papel                               | Ventrílocuo                         | Acreditado como Luís Aguilar                 |
| 1963 | El mariachi canta                                | Lucas                               |                                              |
| 1963 | Un par de sinvergüenzas                          | Personaje desconocido               |                                              |
| 1964 | México de mi corazón' (Dos Mexicanas en México)  | Él mismo                            |                                              |
| 1964 | El revólver sangriento                           | Juan Chávez                         |                                              |
| 1964 | Agarrando parejo                                 | Personaje desconocido               |                                              |
| 1964 | El halcón solitario                              | Armando                             |                                              |
| 1964 | El bracero del año                               | Personaje desconocido               |                                              |
| 1964 | Los expatriados                                  | Luis Valdés el licenciado           |                                              |
| 1964 | Los hermanos Muerte                              | Luis                                |                                              |
| 1964 | Un gallo con espolones (Operación ñongos)        | Él mismo                            |                                              |
| 1965 | Cucurrucucú Paloma                               | Cantante                            |                                              |
| 1965 | Escuela para solteras                            | Luis Álvarez                        |                                              |
| 1965 | Mi ley es un revólver                            | Personaje desconocido               |                                              |
| 1965 | El pozo                                          | José María Treviño                  |                                              |
| 1965 | El tigre de Guanajuato: Leyenda de venganza      | Personaje desconocido               |                                              |
| 1965 | Audaz y bravero                                  | Jacinto                             |                                              |
| 1966 | El fugitivo                                      | Emiliano Leyva                      |                                              |
| 1966 | Duelo de pistoleros                              | Comisario Roberto Salas             |                                              |
| 1966 | Los dos apóstoles                                | Juan Heredia                        |                                              |
| 1966 | Los gavilanes negros                             | Fernando                            |                                              |
| 1966 | Los tres salvajes                                | Luis                                |                                              |
| 1966 | Los cuatro Juanes                                | Juan sin Miedo                      |                                              |
| 1966 | Gallo corriente, gallo valiente                  | Personaje desconocido               |                                              |
| 1966 | El comandante Furia                              | Personaje desconocido               |                                              |
| 1967 | Detectives o ladrones..? (Dos agentes inocentes) | Emiliano Leyva                      |                                              |
| 1967 | El silencioso                                    | Quirino Vega                        |                                              |
| 1968 | El caudillo                                      | Valentín                            |                                              |
| 1969 | Dos valientes                                    | Martín Lobato Sr.                   |                                              |
| 1969 | Duelo en El Dorado                               | Remigio Poveda                      |                                              |
| 1971 | La chamuscada (Tierra y libertad)                | Coronel Pablo                       |                                              |
| 1971 | Siete muertes para el texano                     | Personaje desconocido               |                                              |
| 1972 | El ausente                                       | Valente Rojas Sr.                   |                                              |
| 1973 | El sargento Pérez                                | Personaje desconocido               |                                              |
| 1974 | Los galleros de Jalisco                          | Don Matías                          |                                              |
| 1975 | Los tres compadres                               | Personaje desconocido               |                                              |
| 1986 | Casos de alarma                                  | Don Jesús                           |                                              |
| 1986 | Nacido para matar                                | Personaje desconocido               |                                              |
| 1987 | Cacería humana                                   | Jefe de policía                     |                                              |
| 1988 | La rielera                                       | Personaje desconocido               |                                              |
| 1988 | Ladrón                                           | Sr. X                               |                                              |
| 1989 | Cargamento mortal                                | Capitán                             |                                              |
| 1989 | Programado para morir                            | Personaje desconocido               |                                              |
| 1990 | A gozar, a gozar, que el mundo se va acabar      | Personaje desconocido               |                                              |
| 1990 | Muerto al hoyo... y el vivo también              | Celestino el Jalisquillo            |                                              |
| 1990 | El garañón 2                                     | Personaje desconocido               |                                              |
| 1990 | El último escape                                 | Frank                               |                                              |
| 1990 | El enviado de la muerte                          | Doctor                              |                                              |
| 1991 | El gran reto - Lola la Trailera 3                | Personaje desconocido               |                                              |
| 1991 | La metralleta infernal                           | Celestino el Jalisquillo            |                                              |
| 1991 | María la guerrillera                             | Personaje desconocido               |                                              |
| 1992 | Los años de Greta                                | Pascual                             |                                              |
| 1992 | Alto poder                                       | Personaje desconocido               |                                              |
| 1992 | El tigre de la frontera                          | Personaje desconocido               |                                              |
| 1993 | El reloj de la muerte                            | Personaje desconocido               |                                              |
| 1993 | Asesino de medianoche                            | Personaje desconocido               |                                              |
| 1995 | Crimen en Chihuahua                              | Personaje desconocido               |                                              |
| 1997 | En los cascos de un caballo                      | Amigo 1                             | Acreditado como Luis Aguilar P.              |

### Doblaje
| Año  | Título                  | Papel                                               |
| ---- | ----------------------- | --------------------------------------------------- |
| 1958 | Socios para la aventura | Voz en radio cantando la canción «Fallaste corazón» |

### Televisión
| Año  | Título               | Papel                       |
| ---- | -------------------- | --------------------------- |
| 1980 | Soledad              | Abogado defensor de Soledad |
| 1986 | Muchachita           | Gabriel Landeros            |
| 1987 | Victoria             | Gregorio Estrada            |
| 1993 | Clarisa              | Neto                        |
| 1993 | Capricho             | Don Jesús Tamayo Macotela   |
| 1995 | Bajo un mismo rostro | Padre Tomás                 |

## Premios
| Año  | Premio       | Categoría                   | Trabajo nominado  | Resultado | Ref.   |
| ---- | ------------ | --------------------------- | ----------------- | --------- | ------ |
| 1993 | Premio Ariel | Mejor coactuación masculina | Los años de Greta | Ganador   | [ 18 ] |